# Vicegerente de la diócesis de Roma
El vicegerente de la diócesis de Roma (en italiano: Vicegerente della diocesi di Roma), también llamado arzobispo vicegerente por la costumbre de que también sea elevado a la dignidad de arzobispo, es el obispo auxiliar que asiste al vicario general de la diócesis de Roma en sus funciones de gobierno; dado que este último ejerce de facto las funciones de obispo de Roma, el papel del vicegerente es similar al que en las diócesis desempeña el vicario general y el moderador de la curia.
Desde el 6 de enero de 2023 el vicegerente es Baldassare Reina, arzobispo titular de Acque de Mauritania.

## Rol y funciones
El papa, obispo de la diócesis romana, delega el ejercicio del ministerio episcopal en el vicario general de la diócesis de Roma, quien de facto ejerce las funciones de obispo de Roma en la parte de la diócesis que se encuentra dentro del territorio italiano. Como en toda diócesis, el vicario de Roma también está asistido por un vicario general, llamado vicegerente, que ejerce la jurisdicción vicaria ordinaria en estrecha comunión y en constante enlace con el vicario.
Al estar vinculada a la jurisdicción del vicario general del papa, la jurisdicción del vicegerente se limita también a la parte de la diócesis de Roma en territorio de Italia, excluyendo por tanto las dos parroquias en territorio vaticano (San Pietro in Vaticano y Sant'Anna dei Palafrenieri).
Las funciones y tareas del vicegerente están explicadas en la constitución apostólica In ecclesiarum communione, publicada por el papa Francisco el 6 de enero de 2023:
- asiste, junto con los obispos auxiliares, al vicario en el ejercicio de sus funciones (art. 14§1);
- dirige las oficinas que integran el servicio de la secretaría general del vicariato y tiene la tarea de moderar las oficinas del vicariato en el ejercicio de sus funciones, convocando a la reunión mensual de los directores de todas las oficinas del vicariato, estableciendo criterios para la correcta aplicación del principio de interlocución única en las relaciones entre el vicariato y otras autoridades, velar para que los empleados del vicariato cumplan fielmente las tareas que les han sido encomendadas (art. 14 § 2);[nota 1]
- asume el gobierno de la diócesis de Roma con plenos poderes cuando el vicario está ausente o impedido de ejercer sus funciones (art. 14§3);
- su cargo permanece incluso en el régimen de sede vacante, es decir, tras la muerte o renuncia del papa (art. 15);
- es miembro de derecho del consejo episcopal de la diócesis de Roma (art. 21 §2);
- preside, en sustitución del vicario, el consejo diocesano para asuntos económicos, del que es miembro de derecho (art. 23);
- en caso de impedimento o ausencia del vicario, este ejerce plenos poderes sobre los tribunales de la diócesis de Roma (art. 37).

Las funciones y deberes del vicegerente en la constitución apostólica Ecclesia in Urbe, publicada por el papa Juan Pablo II el 1 de enero de 1998, eran las siguientes:
- asiste, junto con los obispos auxiliares, al vicario en el ejercicio de sus funciones (art. 14);
- asume el gobierno de la diócesis de Roma con plenos poderes cuando el vicario está ausente o impedido de ejercer sus funciones (art. 15);
- su cargo permanece incluso en el régimen de sede vacante, es decir, tras la muerte o renuncia del papa (art. 16);
- es miembro de derecho del consejo episcopal de la diócesis de Roma (art. 19);
- preside, en sustitución del vicario, el consejo diocesano para asuntos económicos (art. 22);
- en caso de impedimento o ausencia del vicario, éste ejerce plenos poderes sobre los tribunales de la diócesis de Roma (art. 32).

## Episcopologio
Hasta 1961 el único colaborador, con dignidad episcopal, del vicario fue el vicegerente, que todavía hoy ostenta el título de abad comendatario de San Lorenzo Extramuros.
Hubo dos vicegerentes simultáneamente en sólo dos períodos: de 1953 a 1960 con los arzobispos Ettore Cunial y Luigi Traglia, y de 1969 a 1972 con los arzobispos Ettore Cunial y Ugo Poletti.
- Marcantonio Maffei † (1560-enero de 1566 renunció)
- Alfonso Binarini † (1566-1580)
- Giulio Ricci † (mencionado en 1587)[4][5]
- Pietro Antonio Visdomini † (octubre de 1588-noviembre de 1592)[6]
- Marcantonio Salomoni † (1593-septiembre de 1594)[6]
- Fabrizio Mandosi † (15 de octubre de 1594-agosto de 1596 renunció)[6]
- Ludovico Lambertini † (26 de agosto de 1596-abril de 1597 renunció)[6]
- Alessandro Ludovisi † (2 de abril de 1597-mayo de 1598 renunció)[6]
- Paolo De Curtis † (mayo de 1598-11 de octubre de 1600 renunció)[6]
- Berlinghiero Gessi † (11 de octubre de 1600-12 de mayo de 1607 renunció)[6]
- Cesare Fedele † (1607-?)
- Antonio Ricciulli † (noviembre de 1627-mayo de 1632 renunció)
- Antonio Tornelli † (1632-?)
- Giovanni Battista Altieri † (14 de febrero de 1637-27 de marzo de 1643 renunció)
- Alessandro Vittrici † (20 de octubre de 1646-28 de diciembre de 1647 renunció)
- Marcello Anania † (1654-? renunció)
- Marco Galli † (julio de 1666-febrero de 1667 renunció)
- Giacomo de Angelis † (27 de febrero de 1667-2 de septiembre de 1686 creado cardenal)
- Sperello Sperelli † (enero de 1693-junio de 1698 renunció)
- Domenico Belisario de Bellis † (1698-17 de enero de 1701 falleció)
- Domenico Zauli † (1701-1712 renunció)
- Niccolò Caracciolo † (4 de diciembre de 1712-16 de diciembre de 1715 creado cardenal)
- Nunzio Baccari † (antes de 1723-11 de enero de 1738 falleció)[nota 2]
- Filippo Carlo Spada † (19 de diciembre de 1738-8 de enero de 1742 renunció)
- Ferdinando Maria de' Rossi † (8 de enero de 1742-24 de septiembre de 1759 nombrado cardenal presbítero de San Silvestre en Capite)
- Domenico Giordani † (24 de septiembre de 1759-septiembre de 1773 renunció)[7]
- Francesco Antonio Marcucci † (19 de enero de 1774-12 de abril de 1786 renunció)[8]
- Francesco Saverio Passari † (mencionado del 1787 al 1798)
- Benedetto Fenaja † (1800-20 de diciembre de 1812 falleció)
- Candido Maria Frattini † (8 de julio de 1814-29 de septiembre de 1821 falleció)[9]
- Giuseppe della Porta Rodiani † (2 de octubre de 1821-5 de febrero de 1833 renunció)[9]
- Antonio Luigi Piatti † (5 de febrero de 1833-19 de febrero de 1841 falleció)[9]
- Giuseppe Maria Vespignani † (5 de junio de 1841-24 de enero de 1842 nombrado arzobispo a título personal de Orvieto)[9]
- Giovanni Giuseppe Canali † (24 de enero de 1842-1 de enero de 1851 falleció)[9]
- Antonio Ligi Bussi, O.F.M.Conv. † (febrero de 1851-9 de septiembre de 1862 falleció)
- Pietro de Villanova Castellacci † (1862-1868 renunció)
- Giuseppe Angelini † (21 de diciembre de 1868-8 de enero de 1876 falleció)
- Giulio Lenti † (28 de enero de 1876-23 de octubre de 1895 falleció)
- Francesco di Paola Cassetta † (29 de noviembre de 1895-22 de junio de 1899 nombrado cardenal-presbítero de San Crisógono)
- Giuseppe Ceppetelli † (24 de julio de 1899-12 de marzo de 1917 falleció)
- Giuseppe Palica † (25 de abril de 1917-16 de diciembre de 1936 falleció)
- Luigi Traglia † (21 de diciembre de 1936-28 de marzo de 1960 nombrado cardenal pro-vicario general de Roma)
  - Ettore Cunial † (11 de abril de 1953-28 de marzo de 1960) (segundo vicegerente)
- Ettore Cunial † (28 de marzo de 1960-19 de diciembre de 1972 retirado)
  - Ugo Poletti † (3 de julio de 1969-13 de octubre de 1972 nombrado pro-vicario general de Roma) (segundo vicegerente)
- Luigi Rovigatti † (10 de febrero de 1973-13 de enero de 1975 falleció)
- Giovanni Canestri † (8 de febrero de 1975-22 de marzo de 1984 nombrado arzobispo de Cagliari)
- Ennio Appignanesi † (3 de julio de 1985-21 de enero de 1988 nombrado arzobispo de Matera-Irsina)
- Remigio Ragonesi † (6 de julio de 1991-19 de julio de 1996 retirado)
- Cesare Nosiglia (19 de julio de 1996-6 de octubre de 2003 nombrado arzobispo a título personal de Vicenza)
- Luigi Moretti (17 de octubre de 2003-10 de junio de 2010 nombrado arzobispo de Salerno-Campagna-Acerno)
- Filippo Iannone, O.Carm. (31 de enero de 2012-11 de noviembre de 2017 nombrado secretario adjunto del Pontificio Consejo para los Textos Legislativos)
- Gianpiero Palmieri (19 de septiembre de 2020-29 de octubre de 2021 nombrado arzobispo a título personal de Ascoli Piceno)
- Baldassare Reina (6 de enero de 2023-6 de octubre de 2024, nombrado vicario general para la diócesis de Roma)